# Udarec
Udárec je usmerjen fizični napad s katerim koli delom človeškega telesa ali z nekim predmetom (kot je na primer orožje), katerega namen je nasprotniku povzročiti poškodbe.
Obstaja veliko vrst udarcev. Udarci z roko, udarci z nogo ali brce in udarci z glavo. Obstajajo pa tudi ostale variante, ki se uporabljajo v borilnih veščinah in borilnih športih.
Večkratno povezano udarjanje nasprotnika se imenuje kombinacija udarcev, izraz se predvsem uporablja v boksu.

## Uporaba
Udarci so ključni element mnogih športov in veščin, kot na primer boks, savate, karate, muay thai, tekvondo in wing chun, nekatere borilne večine tudi uporabljajo konice prstov, zapestja, podlakti, ramena, hrbet in boke za udarjanje nasprotnika poleg bolj tradicionalnih pesti, dlani, komolcev, kolen in nog, ki so bolj pogoste v borilnih športih. Drugi športi in veščine, kot na primer rokoborba ne uporabljajo udarcev. Obstaja pa tudi različica karateja, ki se imenuje goju ryu, kater se bolj fokusira na živčne točke v rokah in nogah.

## Ročni udarci
Ročni udarci so tisti, kadar udarim z delom dlani, členki, roko, komolcem ali ramenom. Po navadi se udarja s komolcem, roko, podlaktjo ali z zadnjim delom zapestja.

### Odprta roka

#### Dlan
Udarec z dlanjo. Ne glede na to ali je dlan odprta ali pa so prsti zaprti do členkov, udarci z dlanjo udarjajo s spodnjim delom dlani, nad zapestjem. Dlan upognjena pravokotno na zapestje, da ne pride do udarca z mehkejšim tkivom pri zapestju.
Spodnji del dlani je zelo trdna udarna površina in lahko povzroči toliko škode kot zaprta pest, če je uporabljena pravilno, z veliko manj tveganja poškodbe.
Udarec z dlanjo je uporaben, saj se sproži bolj sproščeno kot zaprta pest. To je zato ker zapiranje pesti skrajša mišice zapestja, ki kontrirajo gibanju pesti pri udarjanju. Mnoge borilne veščine učijo, da naj bo pest sproščena dokler ne pride do kontakta in s tem povečajo hitrost udarca.
Cilji udarcev z dlanjo so nos, čeljust, ušesa, zadnji del glave, dimlje, ledvica, sence in trebuh. Pri nekaterih borilnih športih je prepovedana uporaba udarca s pestjo, kot je na primer Pancrase, ampak dovoljujejo udarec z dlanjo.

#### Stranski del dlani (nasproti palca)
Udarec s stranskim delom dlani nasproti palca (od mazinca do zapestja), podoben »karate chop« udarcu.
Deli telesa, ki so primerni za tak udarec je vrat, sapnik, ključnica, tilnik, zgornji del roke, zapestje, komolec in koleno. V kitajskih in japonskih borilnih veščinah se ta udarec uporablja tudi za blokiranje.

#### Sprednji del dlani
Udarec se vrže podobno kot udarec z zaprto pestjo. Udarna površina so konice prstov. Primerni deli telesa so po navadi oči in vrat. Ta način udarjanja ni primeren za večino udarnih točk, saj je možnost, da si izvajalec polomi prste. Prednost tega udarca pa je ta, da podaljša doseg roke za 7cm – 10 cm v primerjavi z udarcem s pestjo, zadnjim delom pesti ali stranskim delom pesti. Je zelo efikasna tehnika, ki se tudi dokazuje z nenamernimi udarci s konicami prstov v Mešanih borilnih veščinah.

### Udarec z zaprto pestjo

#### Udarec s sprednjim delom pesti
Udarec, ki se izvaja z roko z zaprtimi prsti in kjer so udarna površina členki. Imamo več načinov udarjanja z zaprto pestjo, kot so: direkt, udarec z zadnjim delom pesti, »jab« in navpični udarec s pestjo.
Udarec z zadnjim delom pesti (»Hammerfist«)
Udarna površina tega udarca je stranski del pesti (pri mazincu) pri katerem s pestjo udarimo, kot bi udarili s kladivom.
Je zelo varen udarec, saj si z njim težko poškodujemo kosti v roki in zapestje.
Primerni deli telesa za udarjanje je tilnik, senci, nos, zapestje (za blokiranje), genitalije, čeljust, prsni koš in uho. »Hammerfist« se včasih tudi uporablja pri tehnikah udarjanja v parterju v mešanih borilnih veščinah.
Uporaba tega udarca je možna tudi kadar napadalec skuša zrušiti nasprotnika in ga zgrabi za noge, takrat se ta udarec uporabi v zadnji predel glave.

#### Udarjanje s členkom na prstu
Udarci z roko se lahko izvajajo tudi z iztegnjenim členkom prsta. Eden od prstov je pomaknjen naprej tako da udari členek prsta in se sila porazdeli na manjšo točko. Tak udarec je primeren za napade na živčne točke. Te udarci izvirajo iz Kung Fu-ja, kjer so bili znani kot zelo zahtevni udarci samo za najbolj napredne učence. Za to izvedbo je potrebna velika natančnost in utrjenost členkov, zato se ta tehnika uporablja samo v posebnih okoliščinah.
Nekatere borilne veščine, kot Aikido, Krav Maga, Hapkido uporabijo ta udarec za pobeg iz nasprotnikovega prijema. Ustvari pritisk na kosti v dlani, kar zmanjša moč prstov in oprijema. Nato lahko izvajalec tehnike preide v vzvodni prijem. Učinkovitost teh tehnik je velikokrat razpravljana, saj te veščine ne dovoljujejo proste borbe.

#### Komolec
Pri udarcu s komolcem se uporablja sklep med zgronjim delom roke in podlaktjo. Udarec se lahko izvaja v ravni liniji ali v krožnem gibanju, tako kot kroše, aperkat ali »punch« v boksu. Udarci s komolcem in kolenom se največkrat povezujejo z borilno veščino Muay Thai, še posebej takrat kadar se izvajajo v klinču.

#### Rama
Udarec z ramo se izvaja z notranjim delom rame. Ta udarec je primeren za izvajanje v glavo, kadar je nasprotnik blizu, kot je v klinču ali parterju, ampak ponavadi ne ustvari dovolj moči, da bi nasprotnika nokavtirali. Velikokrat se ramenski sklep uporablja kot opora za vzvode pri judu, brazilskem jiu-jitsu ali pri klasične jujitsu.

## Nožni udarci
Nožni udarci so udarci pri katerih udarjamo s stopalom, peto, golenico, nartom ali kolenom. Taka vrsta napada se pogosto uporablja pri borbah brez orožja in borilnih športih.

### Brca
Brce so del mnogih borilnih veščin, kot na primer Teakwondo, Karate, Vovinam, Muay Thai, Capoeira, Silat, Kickboxing,…

#### Sprednja brca "front kick"
Izvajanje sprednje brce je sestavljano iz dvigovanja kolena in stopala do želene višine in stegovanje noge do kontakta s ciljem, pri tem je zgornji del telesa poravnan in gleda proti tarči oziroma cilju. Udarna površina udarca je podplat. Iztegovanje bokov je eden od načinov, kako sprednji brci dodamo več moči in dometa, odvisno od potreb in situacije izvajalca. Sprednje brce po navadi izvajamo v telo, trebuh, kolena napredni borci pa lahko tudi v glavo.

#### Stranska brca
Je brca ki se izvede od strani glede na telo izvajalca. Pri stranski brci udarjamo s peto ali sprednjim delom podplata. Peta je bolj primerna za trše dele telesa, kot so rebra, trebuh, čeljust, senci in prsa. Stranska brca se izvede tako da najprej s strani povlečemo nogo k sebi ter jo nato iztegnemo v ravni liniji proti nasprotniku.

#### Krožna brca "roundhouse kick"
Je najbolj pogosta brca v borilnih športih, zaradi moči, ki jo ta brca generira ter lahkotne izvedbe. Pri večini borilnih veščin se za udarno površino uporablja stopalo, medtem, ko se pri Muay Thaiu in pri Mešanih borilnih veščinah uporablja golenica. Brca se izvede tako, da izvajalec krožno zamahne z nogo ter zadane nasprotnika s stopalom, prstom na nogi, delom podplata ali z golenico. Pomembna različica je »Brazilian kick«, ki se veliko uporablja v Mešanih borilnih veščinah, kjer izvajalec bolj uporabi boke ter z  brco udari navzdol.

#### Koleno
Udarec s kolenom ali brca s kolenom se udarja s kolenskim sklepom. Najbolj pogosto se izvaja v ravni liniji, ki se po navadi izvaja v klinču, udarec pa se usmeri od dimelj do glave. Različice tega udarca so udarec s kolenom od strani in udarec s kolenom med skokom ali »flying knee«.

## Drugi udarci
Čeprav manj pogosto lahko udarjamo tudi z ostalimi deli telesa.

### Udarec z zadnjico
Ta udarec večinoma učijo pri samoobrambi, kjer izvajalec porine svoje boke in udari z zadnjico v napadalca, ki je za njim in ga drži v prijemu. Udarec lahko omogoči, da napadalec pade, zrahlja oprijem ali da se nagiblje naprej. Udarec ne povzroči veliko škode nasprotniku, lahko pa pomaga izvajalcu pobegniti iz prijema ali pa pridobiti boljši položaj.

### Udarec z glavo
Učinkovit udarec z glavo se izvede tako, da s tršim delom glave udarimo v nasprotnikov manj trd glave, na primer s čelom udarimo nasprotnika v nos. Je zelo tvegan udarec, saj lahko izvajalec sebi naredi več škode kot nasprotniku.

### Udarjanje s celim telesom (bok in rama)
Udarjanje s telesom se izvaja od strani z bokom ali ramo, kjer se zaletimo v nasprotnika s telesom. Ta udarec se uporablja v hokeju na ledu, lahko pa se tudi uporabi v samoobrambnih situacijah. Te udarci po navadi ne povzročijo škode nasprotniku, ampak ga spravijo iz ravnotežja ali zrušijo na tla. Kadar je udarec pravilno usmerjen, pa lahko povzroči bolečino nasprotniku, na primer udarec z ramo v nos, udarec z bokom v stegensko mišico ali udarec z ramo v pleksus.
Udarec se lahko tudi uporabi tako, da se med tekom z ramo zaletimo v nasprotnika. Te tehnike so zel ne tehnične in imajo veliko možnost, da izvajalec ne zadane nasprotnika in se upirajo na fizično moč. Če pa izvajalec zadane nasprotnika, pa lahko udarec povzroči bolečino in podere nasprotnika na tla.

## Principi udarcev
Udarci v Azijskih borilnih veščinah in v boksu imajo približno iste principe udarjanja. Te principi se nanašajo na večino delov telesa s katerimi se lahko izvajajo udarci.Te principe se učenci naučijo skozi treninge in ponavljanja z učiteljem ali inštruktorjem. Veliko borilnih veščin vsebuje te principe, kot na primer Karate in Jeet Kune Do.
1. Pravočasno zategovanje mišic: Izvajalec je med izvajanjem udarca sproščen in mišice oziroma udarec zategne šele ob kontaktu z nasprotnikom. S sproščenostjo lahko izvajalec poveča hitrost udarca in s tem njegovo moč.
2. Kontrola dihanja: Izvajalec lahko med udarjanjem zavpije oziroma naredi »kiai«, ki pomaga pri zategovanju mišic in lahko prestraši nasprotnika. Izvajalci po navadi izdihnejo pri zategovanju udarca. Dihanje je tudi pomembno kadar borec ne napada, saj s tem sprostijo svoje telo in ne tratijo nepotrebne energije, začetniki pogosto zapravljajo energijo, ker so napeti kadar to ni potrebno.
3. Penetracija: Udarec naj bi bil merjen 10-15 cm za površino tarče, s tem udarec pretvori več energije v nasprotnika. Borec proba udariti čez tarčo, ne da se jo z udarcem samo dotakne. Primer tega je obračanje pesti, ki je del metanja udarcev z roko, ampak se obračanje prilagodi glede na distanco do nasprotnika in gibanja izvajalca. Tak način udarjanja je v boksu in večini drugih borilnih veščin, razen v Wing Chunu in Capoeiri, kjer za hitrejše udarce žrtvujejo moč.
4. Fokus: Udarci naj ni prenesli čim več sile na čim manjšo točko na napadalčevem telesu. Na primer, to sta prva dva členka pri udarcu s pestjo pri karateju in zunanji del stopala pri stranski brci pri tekvondoju. Fokus pomaga pri penetraciji in pri prenosu moči v čim manjšo točko.
5. Kinetična povezanost: Mišice so aktivirane v določenem vrstnem redu, da se maksimira sila ustvarjena pri udarcu. V udarec se mora prenašati tudi telesna teža in ne samo teža roke ali noge. Na primer pri boksu, borci sprednjemu direktu dodajo več sile tako, da vanj naslonijo telesno težo in istočasno rotirajo zgornji del telesa.
6. Premikanje z nogami: Dobro poznavanje premikanja z nogami pripomore k ravnotežju, izvajanju kombinacij udarcev ter razumevanja distance med borcem in nasprotnikom. To je eden od najbolj kompleksnih aspektov udarjanja, kjer moč udarcev pride iz nog v udare in znanje premikanja z nogami pripomore k zmožnosti izvajanja kombinacij.
7. Gravitacija: Udarci, ki potujejo proti tlom generirajo več moči, saj jim pomaga sila gravitacije.

## Strategije
Poleg uporabe mehanskih elementov, ki so opisani zgoraj, borci uporabljajo strategije, s katerimi povečajo učinkovitost udarcev. Med njimi so:
1. Kombinacije: Borci kombinirajo tehnike v serije in s tem povečajo možnost, da eden ali več udarcev zadenejo nasprotnika. Ti udarci so po navadi izvajani na različne točke na telesu, kjer borec izvede eno od tehnik z največjo silo.
2. Nivoji napada: Višina napada se razlikuje, kot na primer za udarcem v glavo sledi brca v telo. S tem borci omilijo obrambo nasprotnika.
3. Čas in ritem: Izkušeni borci se učijo preko ponavljanja in mišičnega spomina, kdaj naj vržejo določen udarec, glede na situacijo v kateri se znajdejo. Borci imajo lahko navade s katerimi lahko postanejo predvidljivi. Zmotenje njihovega ritma lahko prinese borcu prednost pred nasprotnikom.
4. Telegrafiranje: to se nanaša na premikanje telesa pred sprožitvijo udarca. S tem borec sporoči nasprotniku svoj namen in poveča verjetnost, da udarec nebo učinkovit. Pri udarjanju naj bi se najprej začel premikati udarec, nato pa šele telo. To zahteva pravilno branje distance ter premikanja z nogami oz. "footwork".
5. Zavajanje: Borci uporabljajo finte in druge motnje s katerimi prikrijejo svoj napad. Udarjanje s stopalom po tleh, konstantno premikanje roke, premikanje glave premikanje položaja garda, itd. so pogoste finte. Uporaba fint, napadanje na različnih nivojih ter uporaba različnih tehnik pomaga pri premagovanju obrambe nasprotnika.
6. Napadalni koti: Pridobivanje prednosti v položaju in poziciji pred nasprotnikom. Bivši prvak srednje kategorije UFC-ja Anderson Silva je zapisal: » Glavni cilj borbe je izkoristiti delo nog in pridobiti dominantni kot napada« To opredeli kot »…položaj iz katerega lahko udarite nasprotnika, medtem, ko je nasprotnik v položaju, da vas ne more udariti nazaj…želite da so vaši boki obrnjeni proti nasprotniku, nasprotnikovi boki pa stran od vas."[3]

## Tveganja
Človeška roka je narejena iz več manjših kosti, katera se lahko poškodujejo ob udarjanju. Če borec udari trd del telesa se lahko kosti v dlani zlomijo pri udarcu zlomijo. Zato si boksarji povijajo roke, da se kosti držijo skupaj in jim preprečijo, da se zlomijo. Kosti se lahko tudi otrdijo, s tem ko se z njimi udarja po trdih površinah in s tem spodbudijo preoblikovanje kosti oziroma povečanje gostote kosti na udarni površini.
Zapestje mora biti med udarcem s pestjo pravilno poravnano. Če se zapestje pri udarcu upogne, lahko pride do zvina, izpaha ali zloma. Zato boksarji poleg dlani povijejo tudi zapestja in s tem zmanjšajo možnost upogiba.